# Comgán
 Comgán (Congan) (c. 700-730.) saint irlandais actif en Écosse au VIIIe siècle

## Biographie
Selon le bréviaire d'Aberdeen,  Comgán est un abbé associé avec Turriff dans l' Aberdeenshire. Il est également associé avec Loch Alsh près de Skye. Il est réputé être le frère de Kentigerna une fille du roi de Leinster Cellach Cualann mac Gerthidi, qui s'établit sur le Loch Lomond et dont la mort est relevée par les annales d'Ulster en 734.  La mort de trois sœurs de Kentigerna et de deux de ses frères sont également notées dans les Annales d'Ulster au cours de la première moitié du VIIIe siècle mais  celle de  Comgán n'y apparaît pas. Son nom  figure néanmoins dans les collections généalogiques primitives irlandaises alors que la variante  Congan également rare est destinée aux femmes. Le neveu de  Comgán, Fóelán dont l'historicité est mieux établie émigre également en Écosse. La fête de  Comgán est célébrée le 13 octobre selon le Félire Oengusso et le Martyrologe de Tallagh.

## Liens
- Notice dans un dictionnaire ou une encyclopédie généraliste :   - Oxford Dictionary of National Biography